# Teseias
Las Teseias (en griego antiguo: Θησεῖα, Thēseĩa) fueron unas fiestas de la Antigua Grecia celebradas en Atenas en honor de Teseo durante diferentes días del pianepsión, el cuarto mes del antiguo calendario griego.

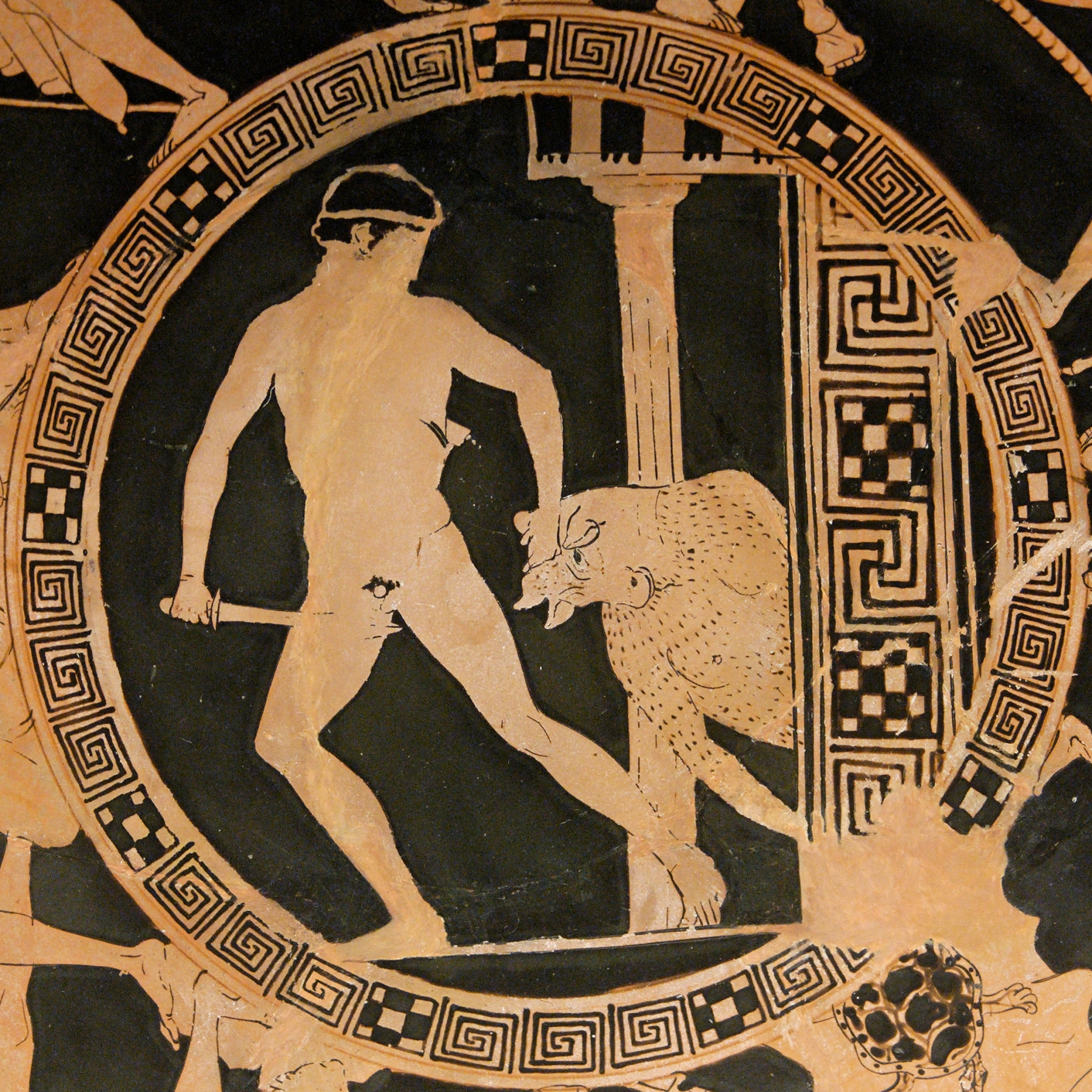
Teseo venciendo al Minotauro.

Estas fiestas tuvieron lugar por primera vez en 470 a. C. después de que el general ateniense Cimón, hijo de Milcíades, atacase la isla de Esciros en busca de los restos de Teseo después de recibir instrucciones del oráculo de Delfos para que fuese allí para encontrarlos. Después de derrotar a los locales, recorrió la isla hasta encontrar la tumba de un hombre gigantesco que proclamaría contener los restos de Teseo, llevándolos de regreso a Atenas para un entierro adecuado. 
Las competiciones celebradas durante las Teseias consistían en agones de carreras de caballos, carreras de antorchas, eventos atléticos y exhibiciones militares. En los eventos atléticos participaban en algunos casos, los hoplitas con sus armaduras, competiendo en carreras a pie, demostrando sus habilidades con el manejo de las armas, y terminaban con competiciones ecuestres. También tenía lugar un gran banquete sacrifical, particularmente en beneficio de los ciudadanos más pobres. las primeras competiciones solo estaban abiertas a los hombres atenienses, pero pronto se llegó a competiciones multinacionales, abiertas a los extranjeros. Estas fiestas podrían considerarse una euandria (cualidad física de la masculinidad) o una competición exclusiva para juzgar a los hombres, lo que podría significar juzgar su belleza, pero en el caso de las Teseias, lo que significaba más probablemente era juzgar su carácter militar.